# René Hauss

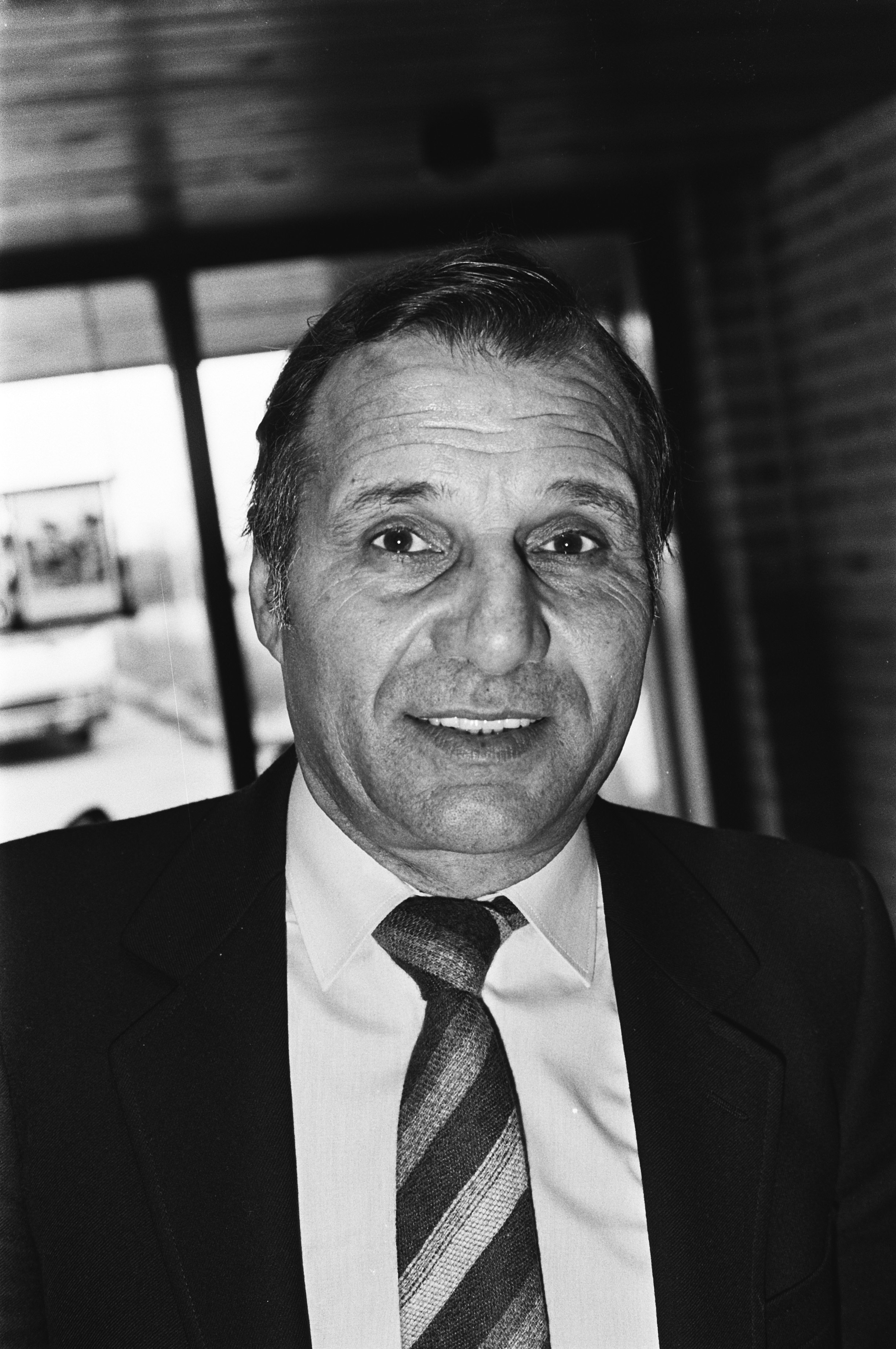
René Hauss 1981

René Hauss (* 25. Dezember 1927 in Straßburg; † 6. Dezember 2010) war ein französischer Fußballspieler und -trainer.

## Biografie
René Hauss war während seiner gesamten Spielerlaufbahn von 1948 bis 1967 bei Racing Straßburg. Mit 515 Einsätzen, davon 421 in der Division 1, avancierte der Verteidiger zum Rekordspieler des Vereins.
Im Mai 1951 gewann er mit Racing im Stade Olympique Yves-du-Manoir in Colombes vor rund 61.000 Zuschauern durch einen 3:0-Sieg über US Valenciennes den Französischen Pokal von 1951. Beim Pokal 1965/66 stand er mit Racing Strasbourg erneut im Finale und führte das Team als Mannschaftskapitän mit einem 1:0-Sieg über den FC Nantes im Mai 1966 im Pariser Prinzenparkstadion vor 36.000 Zuschauern zu einem weiteren Titelgewinn.
Nach Beendigung seiner Spielerlaufbahn wurde er im Mai 1967 Trainer des Vereins und blieb dort bis März 1968. Danach war er 1969 bis 1973 Trainer von Standard Lüttich und wurde mit dieser Mannschaft 1969, 1970 und 1971 Meister von Belgien.
Nach seinem Weggang aus Lüttich war er von 1973 bis 1985 zunächst als Trainer und später als Generalmanager beim FC Sochaux, der im UEFA-Pokal 1980/81 erst im Halbfinale nach Ergebnissen von 1:1 und 2:3 gegen den AZ Alkmaar ausschied. 1980 wurde er zusammen mit Jean Vincent Französischer Fußballtrainer des Jahres. Zuletzt war er zwischen 1985 und 1990 Sportlicher Manager und von 1988 bis 1989 zugleich Trainer des RC Paris.
Kurz vor seinem 83. Geburtstag erlag er einem Krebsleiden. Noch wenige Tage zuvor hatte er seine Funktion als Jurymitglied bei der Wahl zum Fußballtrainer des Jahres 2010 wahrgenommen. Beigesetzt wurde er in Holtzheim in seiner elsässischen Heimat.